# Punta Gassano
Punta Gassano ist eine Landspitze im Zentrum der südwestlichen Küste der Nansen-Insel in der Wilhelmina Bay vor der Danco-Küste des Grahamlands auf der Antarktischen Halbinsel. 
Chilenische Wissenschaftler benannten sie nach dem Koch Juan Gassano, der an der Errichtung der Bernardo-O’Higgins-Station im Zuge der 2. Chilenischen Antarktisexpedition (1947–1948) beteiligt war.